# 27657 Berkhey
27657 Berkhey este un asteroid care intersectează orbita planetei Marte.

## Descriere
27657 Berkhey este un asteroid care intersectează orbita planetei Marte. Asteroidul prezintă o orbită caracterizată de o semiaxă mare de 2,25 ua, o excentricitate de 0,29 și o înclinație de 23,5° în raport cu ecliptica.